# Bern Brostek
Bern Orion Brostek (Honolulu, 11 settembre 1966) è un ex giocatore di football americano statunitense che ha militato nel ruolo di centro nella National Football League (NFL). Al college giocò a football a Washington

## Carriera
Brostek fu scelto come 23º assoluto del Draft 1990 dai Los Angeles Rams, giocandovi come centro e guardia per tutta la carriera. Dopo avere giocato come guardia sinistra nel 1991, sostituì Doug Smith come centro titolare nel 1992, giocando tutte le azioni offensive della stagione Rimase il centro titolare dei Rams fino al 1996, non saltando una sola gara in quattro stagioni (1992, 1993, 1995, 1996). Nel suo ultimo anno invece disputò una sola partita. Il 9 ottobre 1997, Brostek fu inserito in lista infortunati per problemi alla schiena, concludendo la sua carriera. Nel periodo 1992-1997, i Rams non ebbero mai una stagione con un record positivo, anche se Brostek bloccò per giocatori che superarono le mille yard corse come Cleveland Gary e Jerome Bettis.

## Statistiche
| Partite             | 106 |
| Partite da titolare | 85  |